# Sammaniyya
La Sammāniyya (in arabo الطريقة السمانية‎?, al-Ṭarīqa al-Sammāniyya) è una confraternita islamica sunnita fondata da Sīdī Shaykh Muḥammad ibn ʿAbd al-Karīm al-Sammān (Medina, 1718 - Mecca, 1776), e costituisce una filiazione liturgica della più nota confraternita sufi della Khalwatiyya, grazie all'opera di Ahmad al-Tayyib wad al-Bashīr (1742-1824).
La Sammāniyya si diffuse particolarmente in Sudan, in Etiopia occidentale e in Asia sud-orientale e ad essa appartenne il Mahdī sudanese Muhammad Ahmad b. al-Sayyid Abd Allah b. Fahl, nonché il gruppo etnico sudanese del Kordofān dei Baqqāra (popolo del bestiame), del Dār Fūr e del Ciad orientale.
L'affiliazione alla confraternita risale all'epoca in cui un loro importante esponente, ʿAbd Allāh b. Muhammad al-Taʿāʾishī (ʿAbdullāhī b. Muhammad Karrār), aderì alla lotta patriottica nazionalista contro il protettorato britannico, diventando khalīfa (successore) del Mahdī, difendendo la causa mahdista fino a quando il movimento fu stroncato e ʿAbdullāhī b. Muhammad Karrār fu ucciso a Umm Diwaykarāt il 24 novembre del 1899.
L'attuale principale esponente della confraternita - particolarmente versata nel settore degli studi storici - è Hasan Muhammad al-Fātih Qarīb Allāh, ex-vice Rettore dell'Università islamica di Omdurman.